# Élections législatives de 1967 en Meurthe-et-Moselle
Les élections législatives françaises de 1967 se déroulent les 5 et 12 mars 1967.  Dans le département de Meurthe-et-Moselle, sept députés sont à élire dans le cadre de sept circonscriptions.

## Élus
| Circonscription | Député sortant  | Parti | Parti   | Député élu ou réélu | Parti | Parti |
| --------------- | --------------- | ----- | ------- | ------------------- | ----- | ----- |
| 1re             | Roger Souchal   |       | UNR-UDT | Christian Fouchet   |       | UD-Ve |
| 2e              | William Jacson  |       | UNR-UDT | William Jacson      |       | UD-Ve |
| 3e              | Pierre Weber    |       | RI      | Pierre Weber        |       | RI    |
| 4e              | Pierre Dalainzy |       | RI      | Jean Bichat         |       | RI    |
| 5e              | André Picquot   |       | RI      | André Picquot       |       | RI    |
| 6e              | Hubert Martin   |       | RI      | Jean Bertrand       |       | PCF   |
| 7e              | Joseph Nou      |       | UNR-UDT | Jacques Trorial     |       | UD-Ve |

## Résultats

### Résultats à l'échelle du département
| Parti          | Parti                                           | Premier tour | Premier tour | Second tour | Second tour | Sièges |
| Parti          | Parti                                           | Voix         | %            | Voix        | %           | Sièges |
| -------------- | ----------------------------------------------- | ------------ | ------------ | ----------- | ----------- | ------ |
|                | Républicains indépendants                       | 75 941       | 25,56        | 35 822      | 17,47       | 3      |
|                | Union des démocrates pour la Ve République      | 64 953       | 21,86        | 72 630      | 35,42       | 3      |
|                | Modérés                                         | 5 865        | 1,97         |             |             | 0      |
|                | Union des républicains de progrès               | 146 759      | 49,40        | 108 452     | 52,89       | 6      |
|                |                                                 |              |              |             |             |        |
|                | Section française de l'Internationale ouvrière  | 23 130       | 7,79         | 35 283      | 17,21       | 0      |
|                | Parti radical                                   | 13 358       | 4,50         |             |             | 0      |
|                | Convention des institutions républicaines       | 5 477        | 1,84         | Retrait     | Retrait     | 0      |
|                | Fédération de la gauche démocrate et socialiste | 41 965       | 14,13        | 35 283      | 17,21       | 0      |
|                |                                                 |              |              |             |             |        |
|                | Parti communiste français                       | 76 233       | 25,66        | 61 335      | 29,91       | 1      |
|                | Progrès et démocratie moderne                   | 22 328       | 7,52         | Retrait     | Retrait     | 0      |
|                | Parti socialiste unifié                         | 8 965        | 3,02         | Retrait     | Retrait     | 0      |
|                | Parti radical                                   | 830          | 0,28         |             |             | 0      |
|                |                                                 |              |              |             |             |        |
| Inscrits       | Inscrits                                        | 366 105      | 100,00       | 262 705     | 100,00      | 7      |
| Abstentions    | Abstentions                                     | 60 191       | 16,44        | 50 280      | 19,14       |        |
| Votants        | Votants                                         | 305 914      | 83,56        | 212 425     | 80,86       |        |
| Blancs et nuls | Blancs et nuls                                  | 8 834        | 2,89         | 7 355       | 3,46        |        |
| Exprimés       | Exprimés                                        | 297 080      | 97,11        | 205 070     | 96,54       |        |

### Résultats par circonscription

#### Première circonscription (Nancy-Nord)
| Candidat       | Candidat               | Parti          | Premier tour | Premier tour | Second tour | Second tour |  |
| Candidat       | Candidat               | Parti          | Voix         | %            | Voix        | %           |  |
| -------------- | ---------------------- | -------------- | ------------ | ------------ | ----------- | ----------- |  |
|                | Christian Fouchet élu  | UD-Ve          | 23 086       | 44,63        | 26 373      | 56,39       |  |
|                | Michel Antoine         | PCF            | 11 254       | 21,76        | 20 397      | 43,61       |  |
|                | Jean Lallemand         | PSU            | 8 965        | 17,33        | Retrait     | Retrait     |  |
|                | Luc Bourcier de Carbon | CD (PDM)       | 5 068        | 9,8          |             |             |  |
|                | Robert Linard          | Modérés        | 3 353        | 6,48         |             |             |  |
|                |                        |                |              |              |             |             |  |
| Inscrits       | Inscrits               | Inscrits       | 65 456       | 100,00       | 65 446      | 100,00      |  |
| Abstentions    | Abstentions            | Abstentions    | 12 186       | 18,62        | 15 600      | 23,84       |  |
| Votants        | Votants                | Votants        | 53 270       | 81,38        | 49 846      | 76,16       |  |
| Blancs et nuls | Blancs et nuls         | Blancs et nuls | 1 544        | 2,9          | 3 076       | 6,17        |  |
| Exprimés       | Exprimés               | Exprimés       | 51 726       | 97,1         | 46 770      | 93,83       |  |

#### Deuxième circonscription (Nancy-Ouest)
| Candidat       | Candidat                     | Parti          | Premier tour | Premier tour | Second tour | Second tour |  |
| Candidat       | Candidat                     | Parti          | Voix         | %            | Voix        | %           |  |
| -------------- | ---------------------------- | -------------- | ------------ | ------------ | ----------- | ----------- |  |
|                | William Jacson sortant réélu | UD-Ve          | 23 844       | 47,69        | 25 695      | 55,12       |  |
|                | André Plumet                 | FGDS (SFIO)    | 10 040       | 20,08        | 20 919      | 44,88       |  |
|                | Jean Zaffagni                | PCF            | 8 614        | 17,23        | Retrait     | Retrait     |  |
|                | Richard Pouille              | CD (PDM)       | 7 500        | 15           | Retrait     | Retrait     |  |
|                |                              |                |              |              |             |             |  |
| Inscrits       | Inscrits                     | Inscrits       | 64 067       | 100,00       | 64 072      | 100,00      |  |
| Abstentions    | Abstentions                  | Abstentions    | 12 550       | 19,59        | 15 709      | 24,52       |  |
| Votants        | Votants                      | Votants        | 51 517       | 80,41        | 48 363      | 75,48       |  |
| Blancs et nuls | Blancs et nuls               | Blancs et nuls | 1 519        | 2,95         | 1 749       | 3,62        |  |
| Exprimés       | Exprimés                     | Exprimés       | 49 998       | 97,05        | 46 614      | 96,38       |  |

#### Troisième circonscription (Nancy-Sud-Est)
|                | Pierre Weber sortant réélu | RI             | 25 827 | 58,22  |  |  |  |
|                | Marcel Deville             | FGDS (Radical) | 10 313 | 23,25  |  |  |  |
|                | René Aubert                | PCF            | 8 223  | 18,54  |  |  |  |
|                |                            |                |        |        |  |  |  |
| Inscrits       | Inscrits                   | Inscrits       | 56 307 | 100,00 |  |  |  |
| Abstentions    | Abstentions                | Abstentions    | 9 574  | 17     |  |  |  |
| Votants        | Votants                    | Votants        | 46 733 | 83     |  |  |  |
| Blancs et nuls | Blancs et nuls             | Blancs et nuls | 2 370  | 5,07   |  |  |  |
| Exprimés       | Exprimés                   | Exprimés       | 44 363 | 94,93  |  |  |  |

#### Quatrième circonscription (Lunéville)
|                | Jean Bichat élu | RI             | 19 977 | 50,56  |  |  |  |
|                | André Claudel   | PCF            | 8 457  | 21,4   |  |  |  |
|                | Paul Delatte    | CD (PDM)       | 5 825  | 14,74  |  |  |  |
|                | Roger Mangin    | FGDS (SFIO)    | 5 253  | 13,29  |  |  |  |
|                |                 |                |        |        |  |  |  |
| Inscrits       | Inscrits        | Inscrits       | 47 069 | 100,00 |  |  |  |
| Abstentions    | Abstentions     | Abstentions    | 6 406  | 13,61  |  |  |  |
| Votants        | Votants         | Votants        | 40 663 | 86,39  |  |  |  |
| Blancs et nuls | Blancs et nuls  | Blancs et nuls | 1 151  | 2,83   |  |  |  |
| Exprimés       | Exprimés        | Exprimés       | 39 512 | 97,17  |  |  |  |

#### Cinquième circonscription (Toul)
| Candidat       | Candidat                    | Parti          | Premier tour | Premier tour | Second tour | Second tour |  |
| Candidat       | Candidat                    | Parti          | Voix         | %            | Voix        | %           |  |
| -------------- | --------------------------- | -------------- | ------------ | ------------ | ----------- | ----------- |  |
|                | André Picquot sortant réélu | RI             | 12 733       | 40,58        | 16 196      | 53          |  |
|                | Pierre Schmidt              | FGDS (SFIO)    | 7 837        | 24,98        | 14 364      | 47          |  |
|                | Pierre Attenot              | PCF            | 4 361        | 13,9         | Retrait     | Retrait     |  |
|                | Jean Quenette               | CD (PDM)       | 3 935        | 12,54        | Retrait     | Retrait     |  |
|                | Georges Husson              | Modérés        | 2 512        | 8,01         |             |             |  |
|                |                             |                |              |              |             |             |  |
| Inscrits       | Inscrits                    | Inscrits       | 39 055       | 100,00       | 39 049      | 100,00      |  |
| Abstentions    | Abstentions                 | Abstentions    | 6 747        | 17,28        | 7 447       | 19,07       |  |
| Votants        | Votants                     | Votants        | 32 308       | 82,72        | 31 602      | 80,93       |  |
| Blancs et nuls | Blancs et nuls              | Blancs et nuls | 930          | 2,88         | 1 042       | 3,3         |  |
| Exprimés       | Exprimés                    | Exprimés       | 31 378       | 97,12        | 30 560      | 96,7        |  |

#### Sixième circonscription (Briey)
| Candidat       | Candidat              | Parti          | Premier tour | Premier tour | Second tour | Second tour |  |
| Candidat       | Candidat              | Parti          | Voix         | %            | Voix        | %           |  |
| -------------- | --------------------- | -------------- | ------------ | ------------ | ----------- | ----------- |  |
|                | Hubert Martin sortant | RI             | 17 404       | 42,95        | 19 626      | 48,4        |  |
|                | Jean Bertrand élu     | PCF            | 16 809       | 41,48        | 20 922      | 51,6        |  |
|                | Michel Girand         | FGDS (CIR)     | 5 477        | 13,52        | Retrait     | Retrait     |  |
|                | Jean Garnier          | Rad            | 830          | 2,05         |             |             |  |
|                |                       |                |              |              |             |             |  |
| Inscrits       | Inscrits              | Inscrits       | 46 578       | 100,00       | 46 567      | 100,00      |  |
| Abstentions    | Abstentions           | Abstentions    | 5 512        | 11,83        | 5 258       | 11,29       |  |
| Votants        | Votants               | Votants        | 41 066       | 88,17        | 41 309      | 88,71       |  |
| Blancs et nuls | Blancs et nuls        | Blancs et nuls | 546          | 1,33         | 761         | 1,84        |  |
| Exprimés       | Exprimés              | Exprimés       | 40 520       | 98,67        | 40 548      | 98,16       |  |

#### Septième circonscription (Longwy)
| Candidat       | Candidat             | Parti          | Premier tour | Premier tour | Second tour | Second tour |  |
| Candidat       | Candidat             | Parti          | Voix         | %            | Voix        | %           |  |
| -------------- | -------------------- | -------------- | ------------ | ------------ | ----------- | ----------- |  |
|                | Louis Dupont sortant | PCF            | 18 515       | 46,78        | 20 016      | 49,33       |  |
|                | Jacques Trorial élu  | UD-Ve          | 18 023       | 45,53        | 20 562      | 50,67       |  |
|                | Jean Colin           | FGDS (Radical) | 3 045        | 7,69         |             |             |  |
|                |                      |                |              |              |             |             |  |
| Inscrits       | Inscrits             | Inscrits       | 47 573       | 100,00       | 47 571      | 100,00      |  |
| Abstentions    | Abstentions          | Abstentions    | 7 216        | 15,17        | 6 266       | 13,17       |  |
| Votants        | Votants              | Votants        | 40 357       | 84,83        | 41 305      | 86,83       |  |
| Blancs et nuls | Blancs et nuls       | Blancs et nuls | 774          | 1,92         | 727         | 1,76        |  |
| Exprimés       | Exprimés             | Exprimés       | 39 583       | 98,08        | 40 578      | 98,24       |  |